# Lokpa (peuple)
Ne doit pas être confondu avec Logba (peuple).
Pour les articles homonymes, voir Lokpa.
Les Lokpa (ou Lukpa, Dompago) sont une population vivant majoritairement au nord-ouest du Bénin. Quelques-uns vivent également au Togo, au Mali et en Guinée.

## Langue
Leur langue est le lokpa, une langue gourounsi.